# 滨海埃塔布勒
滨海埃塔布勒（法語：Étables-sur-Mer，法語發音：[etabl syʁ mɛʁ]）是法国阿摩尔滨海省的一个旧市镇，位于该省中北部，靠近大西洋，属于圣布里厄区。2016年3月1日，滨海埃塔布勒和相邻的比尼克合并为新市镇滨海比尼克埃塔布勒（Binic-Étables-sur-Mer），滨海埃塔布勒为政府驻地。

## 地理
滨海埃塔布勒（48°37'35"N, 2°50'7"W）面积9.38 平方千米，位于法国布列塔尼大區阿摩尔滨海省，该省份为法国西北部沿海省份，位于布列塔尼半岛北部，北濒大西洋英吉利海峡，西接菲尼斯泰尔省，南至莫尔比昂省，东临伊勒-维莱讷省。
滨海埃塔布勒的时区为UTC+01:00、UTC+02:00（夏令时）。

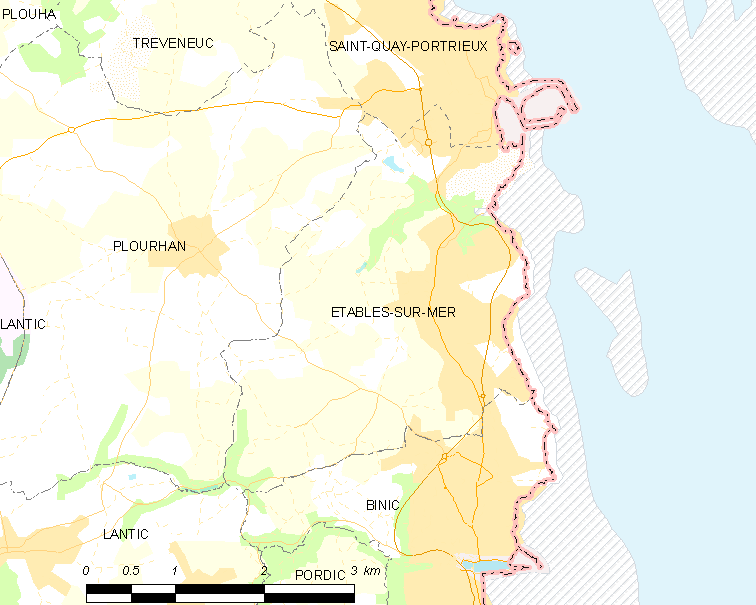
滨海埃塔布勒的OSM定位图

## 行政
滨海埃塔布勒的邮政编码为22680、22520，INSEE市镇编码为22055。

## 政治
滨海埃塔布勒所属的省级选区为普卢阿县。

## 人口

1962-2008年间滨海埃塔布勒人口变化图示

滨海埃塔布勒于2018年1月1日时的人口数量为3180人。